# ابیگیل (فیلم)
ابیگیل به (روسی:Эбигейл) یک فیلم ماجراجویی، فانتزی، استیم‌پانک محصول روسیه در سال ۲۰۱۹ میباشد.